# وضع اليد

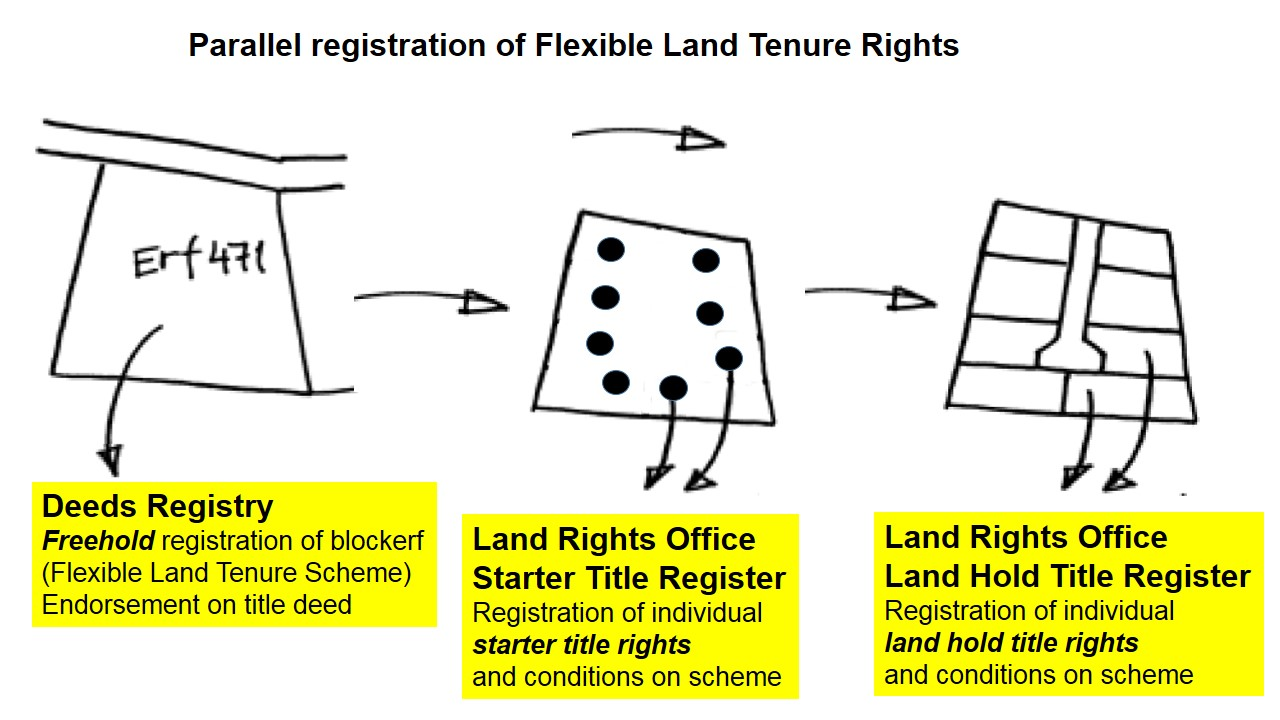
التسجيل الموازي لحقوق ملكية الأراضي المرنة

وضع اليد هو الملكية التي تنتقل إلى الشخص بالتقادم والواقعة بالتحديد على العقار حيث أن وضع اليد لا يكون إلاّ على العقار فهو لا يتم على الأشياء المنقولة. وهي وسيلة قانونية يحصل بموجبها شخص أو دولة على حق قانوني لايملكه شخص آخر. وقد تم الاعتراف بالتملك بوضع اليد أولاً في القانون المدني لروما القديمة. وأصبح فيما بعد جزءًا من القانون الإنجليزي العام. وللحصول على حق قانوني لامتلاك شيء بوضع اليد، يجب أن يتملك شخص أو دولة هذا الشيء بنية الاحتفاظ به. وفي بعض الأماكن يمكن أن يصبح من يقبض على حيوان متوحش ويحتفظ به مالكا له. وفي عام 1609م، طالب المستوطنون البريطانيون بامتلاك بريطانيا لبرمودا بوضع اليد حيث إنه لم يكن بهذه الجزر سكان آخرون. وأحيانا يطلق هذا المصطلح للإشارة إلى امتلاك عين ما بالقوة أي بحجة طول بقاء الشخص فيها أو خدمته بها أو مشاهدة الناس له بتردده عليها حتى وإن كانت هذه العين ملكا لشخص آخر. من أمثلة ذلك اعتراف بعض القوانين في بعض البلاد العربية الآخذة بنظم قانونية غربية، بأحقية احتفاظ واضع اليد على مسكن أو أرض زراعية أو عين ما وعدم تمكين صاحبها الفعلي منها لا لشيء إلا بسبب وضع اليد، بل إن القانون أحيانا يمكن شاغلها منها حتى لو طلب المالك الحقيقي الانتفاع بها، وقد يتعدى ذلك إلى عدم تمكن المالك من إخراج المستأجر من العين المستأجرة إلا إذا تنازل له المالك عن جزء منها يصل في كثير من الأحيان إلى النصف، ومن هنا نشأت آلاف المشاكل ـ خصوصا في الأراضي الزراعية ـ وعمت آلاف القضايا ودخلت أبواب المحاكم التي تحاول أن تفصل في هذه القضايا الشائكة.
إن أرضا أو عقارا ما إذا تركه صاحبه لمدة  زمنية طويلة (20 سنة فأكثر في بعض البلدان العربية كتونس) تنتقل الملكية أليا إلى الشخص أو المجموعة المتحوزة للعقار أو الأرض والمستغلة له، ويسمى ذلك أيضا ملكية بالتحوز.